# Джальоне
Джальоне (итал. Giaglione) — коммуна в Италии, располагается в регионе Пьемонт, в провинции Турин.
Население составляет 692 человека (2008 г.), плотность населения составляет 21 чел./км². Занимает площадь 34 км². Почтовый индекс — 10050. Телефонный код — 0122.
Покровителем коммуны почитается  священномученик Викентий Сарагосский, празднование 22 января.

## Демография
Динамика населения:

## Города-побратимы
- Браман, Франция (2010)

## Администрация коммуны
- Официальный сайт: http://www.comune.giaglione.to.it/